# Украинский государственный химико-технологический университет

Украинский государственный химико-технологический университет (укр. Український державний хіміко-технологічний університет) — высшее учебное заведение IV уровня аккредитации,  расположенное в городе Днепр. Единственное специализированное высшее учебное заведение Украины химического профиля.

## История
15 мая 1930 г. Основан Днепропетровский химико-технологический институт. Инициаторами его создания были академик Л. В. Писаржевский, профессора А. И. Бродский и П. Т. Рубин. Институт состоял из двух факультетов: технологического и основной химической промышленности.
1931 г. Состоялся первый выпуск специалистов (18 человек).
1933 г. Создан механический факультет.
1934 г. На кафедре физической химии под руководством профессора А. И. Бродского впервые в отечественной науке был получен тяжелый изотоп водорода.
1941 — 1944 гг. Эвакуация в г. Кемерово. Под руководством А. И. Карасика для нужд фронта производятся бутылки с зажигательной смесью («коктейль Молотова»).
После объединения в эвакуации с Рубежанским химико-технологическим институтом, ДХТИ стал единственным высшим учебным заведением химического профиля в Украине.
1950 г. Отстроен главный корпус института.
1953 г. Создано два новых факультета: технологии органических веществ (первый декан — О. С. Фоменко) и технологии неорганических веществ (основатель — профессор А. В. Баранов).
1954 г. Создан факультет технологии силикатов (декан Г. И. Беляев).
1964 г. Создан факультет технологии высокомолекулярных соединений (декан О. С. Фоменко).
1978 г. За большие достижения в развитии химического образования ДХТИ был награждён орденом Трудового Красного Знамени.
1993 г. Институту был присвоен статус университета. Бывший ДХТИ стал Украинским государственным химико-технологическим университетом — единственным специализированным высшим учебным заведением Украины химического профиля.
1995 г. Создан экономический факультет (декан Киор Б. А.).
2002 г. На базе университета создан Химико-экологический лицей (http://knz-hel.dnepredu.com/).
2004 г. В состав университета включен Днепродзержинский индустриальный техникум (https://ikcollege.wixsite.com/ikkm).
2016 г. Старт международного образовательного проекта «Водная Гармония-ІІ».
2018 г. Открывается новая специальность «Атомная энергетика».

## Направления деятельности
Подготовка бакалавров, магистров по специальностям химико-технологического, фармацевтического, пищевого, биохимического, экономического, машиностроительного и компьютерного направлений (18 специальностей и более 30 образовательно-профессиональных программ).
Новые образовательные программы (http://udhtu.edu.ua/novi-osvitni-programi):
- Технология водоподготовки и водоочистки
- Технологическая экспертиза и безопасность пищевых продуктов
- Технология хлеба, кондитерских, макаронных изделий и пищевых концентратов
- Химические технологии и дизайн изделий из керамики, стекла и строительных материалов
- Инжиниринг упаковочных изделий
- Инжиниринг производственных объектов
- Инжиниринг пищевых продуктов
- Оборудование фармацевтических и биотехнологических производств
- Управление качеством
- Экономическая безопасность и бизнес-аналитика

Новая специальность (открыта в 2018 году)
Атомная энергетика
Новая специальность (открыта в 2019 году)
Гражданская безопасность
Программы двойных дипломов
В университете действуют программы международного сотрудничества по получению студентами двойных дипломов на обучение в университетах:
- Норвежский университет естественных наук (NMBU);
- Польский университет «HUMANITAS» (Wyższa Szkoła Humanitas University, Польща);
- и других университетах (студенты УГХТУ могут обучаться в 16 университетах мира).

Обучение иностранных студентов
В УГХТУ обучаются иностранные студенты из более 20 стран мира. Преобладающее большинство студентов составляют граждане СНГ (Туркменистана, Таджикистана, Азербайджана), а также стран Северной и Западной Африки (Туниса, Алжира, Конго, Камеруна и др.).
В университете проводится подготовка докторов философии по специальностям:
051 Экономика
102 Химия
122 Компьютерные науки и информационные технологии
131 Прикладная механика
132 Материаловедение
133 Отраслевое машиностроение
161 Химические технологии и инженерия
162 Биотехнология и биоинженерия
и докторов наук:
051 Экономика
102 Химия
161 Химические технологии и инженерия

## Факультеты
- Технологии неорганических веществ (ТНВ), декан к.х.н. доцент Сухомлин Дмитрий Андреевич
- Технологии органических веществ и биотехнологии (ТОВ и БТ), декан д.т. н. профессор Сухой Константин Михайлович
- Технологии высокомолекулярных соединений (ТВМС), декан д.т. н. профессор Овчаров Валерий Иванович
- Технологии стекла, керамики, строительных материалов и пищевых производств (ОТС), декан д.т. н. доцент Зайчук Александр Викторович
- Механический, декан к.т. н. доцент Начовный Илья Иванович
- Экономический, декан к.э.н. доцент Чуприна Наталия Николаевна
- Компьютерных наук и инженерии (КН и И), декан к.т. н. доцент Левчук Игорь Леонидович

## Кадровый состав
- Более 60 профессоров и докторов наук, свыше 200 кандидатов наук.
- Университет является коллективным членом 12 отраслевых академий. Более 30 ученых университета избрано академиками и член-корреспондентами этих академий. 10 ученых — члены зарубежных академий.

## Наука
- 2 НИИ,
- 10 научно-исследовательских лабораторий, 5 научных школ;
- испытательная лаборатория нефтепродуктов
- научные сектора кафедр;
- Научный парк «Химические технологии» (http://www.spark-ct.com.ua/);
- 5 научных школ

В университете издаются 4 научных журнала:
- «Вопросы химии и химической технологии» (Scopus; https://web.archive.org/web/20180424135413/http://vhht.dp.ua/menu/about);
- «Экономический вестник» (http://ek-visnik.dp.ua/);
- «Компьютерное моделирование: анализ, управление, оптимизация» (https://web.archive.org/web/20180713020558/http://kmauo.org/ru/about-journal-3/);
- «Наука, технологии, инновации» (https://web.archive.org/web/20180717150105/http://www.uintei.kiev.ua/viewpage.php?page_id=707)

## Ректоры (директора)
1930—1932 гг. — Сторожук П. Г.
1932—1937 гг. — Белокопытов Б. Г.
1937—1941 гг., 1944—1950 гг. — Савин М. И.
1941 г. — Бычков Н. М., Карасик А. И. (эвакуация)
1950—1972 гг. — Лошкарев М. А.
1972—1984 гг. — Пархоменко В. Д.
1984—1998 гг. — Белый Я. И.
1998—2013 гг. — Бурмистр М. В.
2013—2019 гг. — Пивоваров А. А.
2019 — настоящее время — Сухой К. М.

## Международное сотрудничество
УГХТУ является участником нескольких международных проектов:
- Erasmus+ (https://www.waterh.eu/en/water-harmony-erasmus/);
- Water Harmony Eurasia (https://www.waterh.net/ru/);
- NATO Science for Peace and Security Program (https://nato-batteries.science.upjs.sk/index.php)

В рамках этих проектов организован образовательный процесс и проводятся научные исследования, связанные с современными проблемами водоочистки и управления водными ресурсами, а также разработкой высокоэффективных литиевых источников тока. Партнерами университета являются множество научных, научно-технических, учебных организаций и ВУЗов, которые расположены по всему миру в том числе в Бельгии, Беларуси, Казахстане, Кыргызстане, Китае, Норвегии, Польше, США, Таджикистане, Франции и Швейцарии. Так УГХТУ сотрудничает со следующими организациями: НАТО (Организация Североатлантического договора), Белорусским Государственным Технологическим Университетом (г. Минск), Институтом физико-органической химии НАН Беларуси (г. Минск), Южно-Казахстанским Государственным Университетом им. М. Ауэзова (г. Шымкент), Киргизским Национальным Университетом (г. Бишкек), Норвежским Университетом Естественных Наук (г. Ас), Техническим Университетом им. Пуласского (г. Радом), Экономическим университетом (г. Краков), Социальной Академии наук (г. Лодзь), Университет Humanitas (г. Сосновец), Варминско-Мазурским университетом (г. Ольштын), Фирмой Энерайз Корпорэйшн (Enerize Corporation, г. Корал-Спрингс, Калифорния), Таджикским Техническим Университетом им. академика М. С. Осими, Университетом им. Пьера и Мари Кюри (г. Париж), Университетом Ман (г. Ле-Ман), Университетом Монпелье, (г. Монпелье) и Высшей инженерной школой в Швейцарии (г. Невшатель).

## Рейтинги и достижения
- Первое место среди технических университетов Украины в международной наукометрической базе данных Scopus, второе место в области и 16 место среди 200 ВУЗов Украины.
- Журнал «Вопросы химии и химической технологии» (http://vhht.dp.ua/menu/about) индексируется и реферируется в международных наукометрических базах: Scopus (с 2017 г.), Chemical Abstracts Service (CAS), Google Scholar, J-Gate, Open Academic Journals Index. Журнал включен в международную базу Ulrich’s Periodicals Directory.
- В рейтинге «Webomertics» УГХТУ занимает 47 место среди украинских ВУЗов (из 330 возможных) и 3 место в Днепропетровском регионе по посещаемости и поисковым запросам в сети Internet (январь 2018 г.) (http://www.webometrics.info/en/Europe/Ukraine%20).
- Гран-при на городских фестивалях «Студенческая весна 2014» и «Студенческая весна 2017».

## Социокультурная инфраструктура
- 9 учебных корпусов, 122000 м2 учебных и вспомогательных помещений.
- Библиотека — более 800 тыс. экземпляров учебной, научной и художественной литературы.
- Современный спортивный комплекс:
  - проводятся международные соревнования по волейболу (Кубок Президента Украины),
  - тренируются спортсмены по 16 видам спорта,
  - гандбольная команда университета выступает в высшей лиге Украины,
  - университет имеет чемпионов мира и Европы по гребле, чемпионов Украины по бадминтону.

- 5 общежитий (100 % обеспечение жильем иногородних).
- Спортивно-оздоровительный лагерь «Дубовый гай» на берегу реки Самара в с. Орловщина Новомосковского района.
- Бесплатный доступ к сети Internet (Wi-Fi) в учебных корпусах и общежитиях.

## Известные выпускники
1)Мальчевский, Анатолий Иванович